# Acorán Barrera Reyes
Acorán Barrera Reyes (Santa Cruz de Tenerife, 31 de enero de 1983) es un exfutbolista español retirado, en las filas del A.E.K. Larnaca, de la Primera División de Chipre. Anteriormente, militó durante seis temporadas (2011–2016), en la Sociedad Deportiva Ponferradina,donde fue titular junto al brasileño Yuri durante varias temporadas, creando un vínculo especial con la afición Berciana.Fue autor del gol contra el Real Madrid en el Santiago Bernabéu en la vuelta de copa del rey con la Ponferradina. 

## Trayectoria

### C.D. Tenerife y cesiones
Formado en las categorías inferiores del C.D. Tenerife, debutó con el primer equipo en Primera División, el 9 de septiembre de 2001, en partido correspondiente a la jornada 2 del Campeonato Nacional de Liga 2001/02, ante el Real Club Celta, disputado en el Estadio de Balaidos de Vigo. Ha sido hasta el momento, su único año en Primera, en el que disputó nueve partidos y llegó a jugar de titular frente al Real Madrid. Esa temporada 2001/02, el Tenerife concluyó en el puesto 19, descendiendo a Segunda División.
Tras el descenso del club chicharrero, las tres siguientes temporadas, es cedido por el CD Tenerife. En la temporada 2002/03 se va cedido al Burgos CF, club que al no poder convertirse en SAD, fue descendido de la Segunda División a la Segunda B. Aquel equipo que entrenaba Carlos Terrazas, acabó jugando la liguilla de ascenso a Segunda División sin alcanzar la promoción. La temporada siguiente, 2003/04, se va cedido al CD Corralejo de Fuerteventura. La última cesión, se produce en la temporada 2004/05, en la que juega cedido en el Universidad de Las Palmas, tras la que se desvincula del CD Tenerife.

### R.C. Celta y Segunda B
En la temporada 2005/06, ficha por el Celta de Vigo. Comenzó la pretemporada con el primer equipo, pero terminó disputando la campaña con su equipo filial que militaba en Segunda B, por lo que se desligó del club vigués a final de temporada, recalando en la UD Melilla de Segunda B. Permaneció en Melilla dos temporadas, la 2006/07 y la 2008/09, disputando entremedias la 2007/08, con el CD San Isidro de Tenerife. Tras una gran temporada con el conjunto melillense, firma en la 2009/10, con el CD Puertollano, también de Segunda División B, con el que completa otra destacada campaña. La siguiente temporada 2010/11, permanece en el conjunto manchego hasta finales de enero de 2011, en el que ficha en el mercado de invierno por la SD Ponferradina de Segunda División, volviendo diez años después al fútbol profesional y debutando en la categoría de plata.

### SD Ponferradina
2010/11
El 2 de febrero de 2011, es presentado en el Estadio El Toralín, como nuevo jugador de la SD Ponferradina. Hace su debut como titular con el conjunto berciano, el 12 de febrero de 2011, en partido correspondiente a la jornada 24 ante el Villarreal CF, disputado en El Madrigal, mientras que su primer gol con la camiseta blanquiazul, lo marca en la jornada 26 del 26 de febrero, ante el RC Recreativo en el Colombino. Esa primera temporada 2010/11, disputa como titular, las 19 jornadas que restaban de temporada desde su llegada al club, anotando tres goles y siendo uno de los jugadores más destacados y valorados por la afición, por lo que renueva para la siguiente campaña, a pesar de que el equipo concluye la temporada en puestos de descenso.
2011/12
La temporada 2011/12, durante la que Acorán renueva su contrato con el club por dos temporadas más con opción a otra,  destaca por dos acontecimientos. El primero fue el enfrentamiento en los dieciseisavos de final de Copa de SM El Rey ante el Real Madrid CF, tras superar las tres primeras rondas de la competición. La ida de la eliminatoria disputada en 'El Toralín', concluyó con victoria madridista por 0–2, mientras que en la vuelta, disputada el 20 de diciembre en el Bernabéu, Acorán fue el autor del gol (3–1) en el minuto 54', de la Deportiva.
El segundo, fue el ascenso de nuevo a Segunda División a final de temporada. La Deportiva concluyó la temporada liguera, subcampeona del grupo 2, clasificándose para disputar la promoción de ascenso a Segunda División, enfrentándose en primera fase a Real Jaén y en segunda al Lucena CF. En la tercera y última ronda, Acorán vive en su ciudad natal, el primer ascenso de categoría de su carrera, al lograr con el equipo berciano, el ascenso a la categoría de plata. La Ponferradina se impuso al CD Tenerife en la ida disputada en Ponferrada 1–0 y también en la vuelta disputada en el Heliodoro por 1–2. Cabe destacar, que la Ponferradina se convertía en el quinto equipo consecutivo que lograba el ascenso a Segunda División, tras enfrentarse en la temporada del ascenso al Real Madrid en Copa del Rey.
2012/13
La temporada 2012/13, es hasta el momento, la mejor temporada de la historia del club de Ponferrada, al concluir en el séptimo puesto del Campeonato de Liga de Segunda División, igualado a puntos con el sexto, que daba el acceso a la promoción de ascenso a Primera División. Acorán fue titular indiscutible y uno de los referentes del equipo durante toda la temporada. Disputó 36 partidos de Liga, anotando 5 goles y dando 7 asistencias.
2013/14
La temporada 2013/14, el equipo terminó en el puesto 16 de la clasificación, logrando el objetivo de mantener la categoría. Acorán fue nuevamente uno de los jugadores más destacados, aunando a su calidad técnica, una combatividad muy valorada entre la afición blanquiazul. A nivel estadístico, disputó 39 partidos de Liga, marcó 6 goles y dio 3 asistencias.
2014/15
La pasada temporada 2014/15, el equipo concluyó sexto con 32 puntos la primera vuelta del campeonato, ocupando puestos de promoción de ascenso a Primera División, siendo el único equipo invicto como local y completando la mejor primera vuelta del club en Segunda. Acorán disputó 20 de los 21 partidos de la primera vuelta, sumando 5 goles y 5 asistencias y firmando varias actuaciones estelares. En la segunda vuelta del campeonato, el rendimiento del jugador canario se mantuvo constante, disputando los 21 partidos y anotando otros 5 goles, totalizando la cifra de 10 tantos en todo el campeonato liguero y disputando la mayor cantidad de minutos en una temporada (3527') de su carrera deportiva. El equipo concluyó séptimo a un punto de la sexta plaza que daba acceso a la fase de ascenso a Primera División. 
A final de temporada, cuando parecía hecho su fichaje por el Legia de Varsovia, club más laureado de Polonia, Acorán convocó a la prensa anunciando junto al presidente, su renovación con el club berciano por tres temporadas.

## Clubes
| Club                        | Categoría          | País   | Año       |
| --------------------------- | ------------------ | ------ | --------- |
| Club Deportivo Tenerife     | Primera División   | España | 2001–2002 |
| Burgos Club de Fútbol       | Segunda División B | España | 2002–2003 |
| Club Deportivo Corralejo    | Segunda División B | España | 2003–2004 |
| Universidad de Las Palmas   | Segunda División B | España | 2004–2005 |
| Real Club Celta de Vigo "B" | Segunda División B | España | 2005–2006 |
| Unión Deportiva Melilla     | Segunda División B | España | 2006–2007 |
| Club Deportivo San Isidro   | Segunda División B | España | 2007–2008 |
| Unión Deportiva Melilla     | Segunda División B | España | 2008–2009 |
| Club Deportivo Puertollano  | Segunda División B | España | 2009–2011 |
| S.D. Ponferradina           | Segunda División   | España | 2011      |
| S.D. Ponferradina           | Segunda División B | España | 2011–2012 |
| S.D. Ponferradina           | Segunda División   | España | 2012–2016 |
| AEK Larnaca                 | Primera División   | Chipre | 2016–2022 |